# ALICE (carburant)
Pour les articles homonymes, voir ALICE.

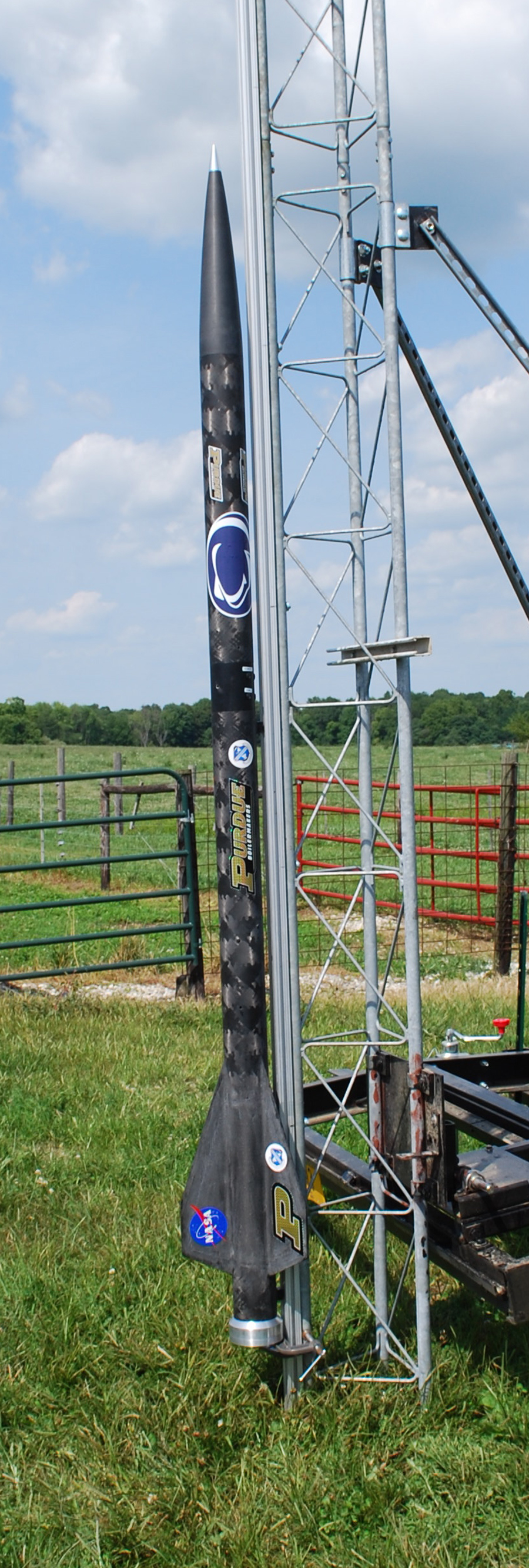
La première fusée propulsée par ALICE sur son rail de lancement (août 2009).

ALICE (ALuminium ICE rocket propellant) est un carburant pour fusée mis au point par la NASA et l'US Air Force. Il est qualifié d' « écologique », car il est constitué de particules d'aluminium et de glace. La première fusée propulsée par ALICE a été lancée en août 2009 dans l'Indiana, sur un terrain de l'Université Purdue.